# Max Poll
Max Fernand Leon Poll (* 21. Juli 1908 in Ruijsbroek bei Brüssel; † 13. März 1991 in Brüssel) war ein belgischer Ichthyologe, der besonders die afrikanischen Buntbarsche (Pseudocrenilabrinae) erforscht hat.

## Leben
Max Poll wurde als Sohn eines Arztes geboren. Durch seinen Großvater mütterlicherseits, den Botaniker Isidore Teirlinck, bekam er eine erste Einführung in die Naturwissenschaften. Während seines Studiums der Zoologie an der Freien Universität Brüssel, das er 1926 begann, wandte er sich erst der Entomologe zu und schrieb seine Doktorarbeit über die Malpighischen Gefäße der Käfer (Coleoptera).
Im Jahre 1932, im Alter von 24 Jahren, begann sein Interesse für Fische, vor allem für Buntbarsche, und er beschrieb im selben Jahr zwei neue Arten aus dem Kivusee. Er wurde Professor an der Freien Universität Brüssel und Kurator am Musée Royal du Congo belge (heute Musée royal de l’Afrique centrale) in Tervuren.
1946 organisierte er eine Expedition an den ostafrikanischen Tanganjikasee, in deren Folge 22 neue Buntbarschgattungen, 98 neue Buntbarscharten, sechs Buntbarschunterarten sowie einige Kiemensackwelse (Clariidae), Nilhechte (Mormyridae) und Schlankfische (Kneriidae) neu beschrieben wurden. Im Jahr 1948 nahm er an einer ozeanographischen Expedition an Bord eines belgischen Trawlers an der afrikanischen Küste des Südatlantiks teil. Er erstellte eine vierbändige Beschreibung der Fischfauna.
Von 1958 bis 1959 nahm er an einer Expedition zum Stanley-Pool teil, untersuchte die Kokons der Lungenfische (Protopterus) sowie die Fortpflanzung dieser Fische. Weitere Expeditionen im Kongo betrafen u. a. Fischzucht und Fischerei von Tilapia. Insgesamt beschrieb Max Poll in über 200 Publikationen sieben Familien, 43 Gattungen, 390 Arten und 25 neue Unterarten aus dem Tumbasee, dem Stanley-Pool, dem Tanganjikasee, aus Katanga, Angola, dem Limpopo und dem Südatlantik. Neben den von ihm selbst gefangenen Fischen beschrieb er zahlreiche ihm zugesandte Neuentdeckungen, darunter Arten von der Elfenbeinküste, aus Angola, Kenia, Tansania, Somalia, Südafrika, von den Galapagos-Inseln, aus Tahiti, dem Nordatlantik, der Nordsee und dem Mittelmeer. Nach seiner Pensionierung arbeitete er an den vier Bänden der Check-list of the freshwater fishes of Africa (CLOFFA) mit.
Max Poll war Mitglied der Académie royale des Sciences, des Lettres et des Beaux-Arts de Belgique und Ehrenmitglied der American Society of Ichthyologists and Herpetologists. Max Poll starb am 13. März 1991 in Brüssel.
Fischarten und Gattungen, die zu seinen Ehren benannt wurden, sind unter anderem:
Etmopterus polli, Merluccius polli, Microsynodontis polli, Oxylapia polli, Pollichthys, Polyipnus polli, Polypterus polli  und Synodontis polli.

## Quelle
- Nachruf der Royal Academies for Science and the Arts of Belgium: PDF